# Sylvester Terkay
Sylvester Terkay (4 de diciembre de 1970) es un luchador profesional y artista marcial mixto estadounidense, también conocido por su nombre artístico The Predator.

## Carrera en la lucha libre profesional

### Ultimate Pro Wrestling (1999-2001)
Sylvester recibió entrenamiento en el gimnasio de Ultimate Pro Wrestling, Ultimate University, y debutó poco después bajo el nombre de Sylvester the Escapee. Terkay compitió extensamente para UPW, y gracias a la conexión de esta empresa con Ohio Valley Wrestling, territorio de desarrollo de World Wrestling Entertainment, recibió un contrato de desarrollo por parte de la WWE. De esta manera, Terkay adoptó el nombre de The Collector, y comenzó a aparecer en OVW y National Wrestling Alliance, teniendo enfrentamientos con Kurt Angle y Brock Lesnar. Sylvester cambió de nombre otra vez y fue rebautizado Sly Skraper, formando rápidamente equipo con Johnny Spade; pero esta etapa no duró mucho, ya que Terkay fue liberado de su contrato de desarrollo, y volvió a UPW. En 2001, Terkay fue enviado a Japón en un intercambio de talentos.

### Pro Wrestling ZERO-ONE (2001-2004)
En agosto de 2001, Terkay fue presentado en la promoción japonesa Pro Wrestling ZERO-ONE como The Predator, un gimmick lejanamente basado en el famoso gaijin Bruiser Brody. The Predator era un luchador agresivo y feroz, que no dudaba en atacar a sus oponentes antes y después de sus combates y que comúnmente llevaba una cadena de acero para usarla como arma. Manifiestamente heel desde el principio, The Predator hizo equipo con Tom Howard, otro enviado de UPW, y entró en un feudo con Shinya Hashimoto. Howard y Predator eran los primeros de una coalición de luchadores estodunidenses que llegaron a ZERO-ONE en nuevos intercambios, y pronto ampliaron sus alianzas con nombres como Steve Corino y Nathan Jones. Durante ese tiempo, Terkay tuvo memorables enfrentamientos con Naoya Ogawa, y llegó a ser uno de los extranjeros más famosos en el panorama luchístico del Japón de la época.

### World Wrestling Entertainment (2006-2007)
Después de otra breve temporada en Ohio Valley Wrestling, Terkay fue traído al roster principal de la World Wrestling Entertainment el 28 de julio de 2006 en SmackDown!, donde apareció bajo su nombre real y utilizando un gimmick de luchador de artes marciales mixtas basado en su carrera real en dicho deporte. Terkay, con Elijah Burke como asistente, derrotó a Matt Hardy en su primer combate y a varios jobbers a lo largo de las semanas, interfiriendo además en las luchas de Burke para ayudarle a ganar.
El 7 de noviembre de 2006, Terkay y Burke, ahora formando un tag team llamado "The Knockout/Tapout Connection", fueron trasladados a ECW on Sci Fi, donde tuvieron un combate por equipos contra Team Extreme (Jeff Hardy & Matt Hardy), el cual resultó en la derrota de Sylvester y su segundo. Poco después, en December to Dismember, Terkay y Burke batieron a Full Blooded Italians (Little Guido Maritato & Tony Mamaluke). El 18 de enero de 2007, Terkay fue liberado de su contrato.

## Carrera en el kickboxing
En diciembre de 2005, Terkay se enfrentó Remy Bonjasky en el evento K-1 PREMIUM 2005 Dynamite!!, siendo declarado perdedor por decisión unánime. Este resultado, sin embargo, fue recibido con una enorme polémica: la mayoría de críticos y fanes estaban de acuerdo en que Terkay había sido claramente el mejor luchador de la contienda, e incluso el mismo público del evento abucheó a los jueces cuando se declaró la victoria de Bonjansky. La controversia suscitó que el directivo de K-1 Sadaharu Tanikawa tuviera que pedir disculpas por la decisión.
Terkay tuvo su segunda lucha de kickboxing en el evento de K-1 Las Vegas, enfrentándose a un luchador de su mismo peso, el coreano Choi Hong-man, quien también venía de sufrir una derrota ante Remy Bonjasky. El combate fue largo y encarnizado, con Hong-man imponiéndose en la primera ronda hasta que Terkay comenzó gradualmente a ganar la ventaja de la segunda en adelante. Al final, la controversia volvería a repetirse cuando los jueces dieron la victoria a Choi, justificándose en dos KOs inconclusivos anotados al principio de la lucha a pesar de que Terkay parecía notoriamente dominante al final. Esta sería la última aparición de Sylvester en un evento de K-1.

## En lucha
- Movimientos finales
  - King Kong Buster[4] (Muscle buster, a veces desde una posición elevada)[1][3]
  - King Kong Kneedrop[2] (Running jumping knee drop, a veces desde una posición elevada)
  - Face Paver[2] (Inverted chokeslam facebuster) - 2006-2007
  - Spin Doctor[2] (Spinning sitout gutwrench powerbomb) - 1999-2001
  - Overhead Kimura armlock a un oponente sentado[1] - 2006

- Movimientos de firma
  - Buffalo Sleeper[1] (Arm hook sleeper hold)
  - Argentine neckbreaker
  - Arm triangle choke
  - Big boot[5]
  - Dropkick
  - Falling powerbomb
  - Headbutt drop[5]
  - Mule kick
  - Overhead gutwrench backbreaker rack
  - Roundhouse kick[5]
  - Running jumping leg drop, a veces desde una posición elevada[6]
  - Scoop slam[5]
  - Seated armbar
  - Spinning backfist
  - Spinning heel kick[5]
  - Triangle choke[1]
  - Varios tipos de suplex:
    - Belly to back[5]
    - Bridging northern lights[7]
    - Double underhook[3]
    - Gutwrench
    - High-angle fisherman
    - Overhead belly to belly[1]
    - Vertical

- Managers
  - Kenny Bolin
  - Elijah Burke

- Apodos
  - "The Bear"[2]

## Campeonatos y logros

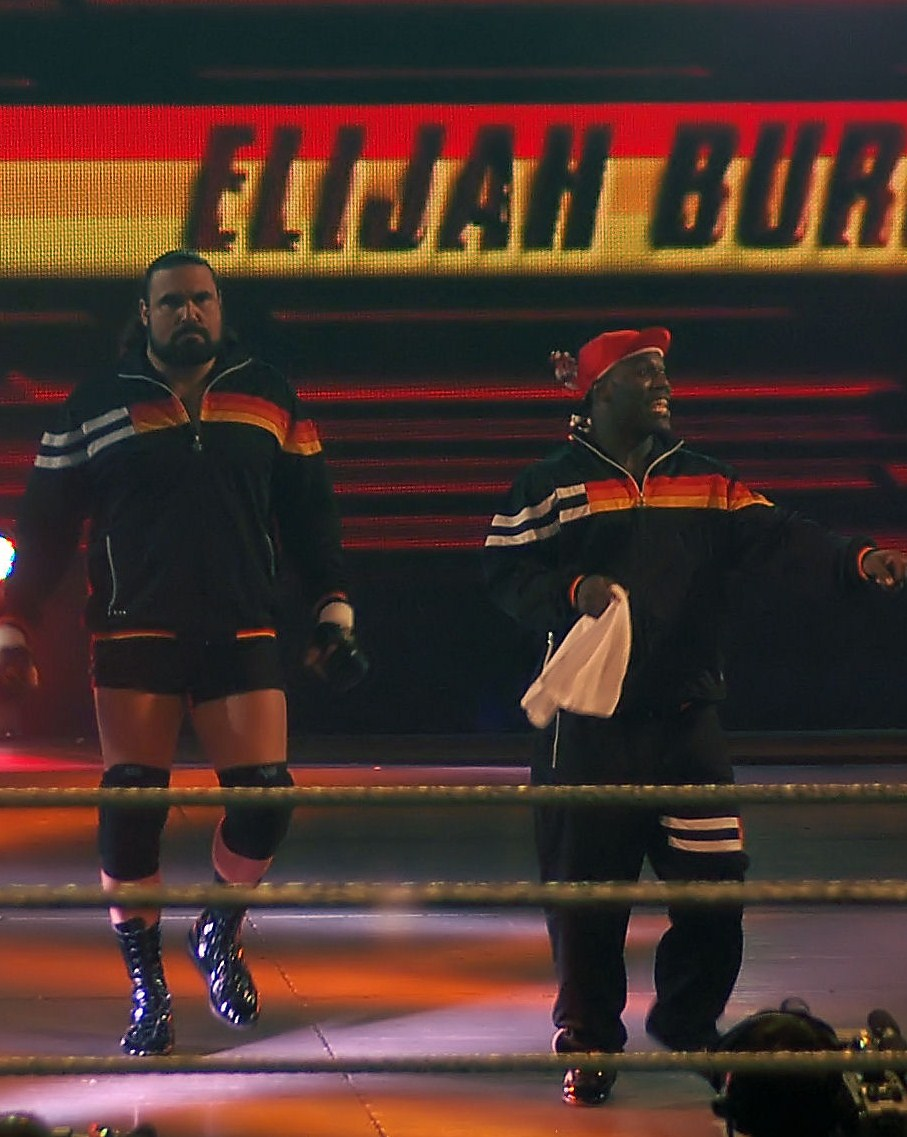
Terkay (izquierda) junto a Elijah Burke (derecha).

### Lucha amateur
- National Collegiate Athletic Association
  - All American Championship (3 veces)
  - NCAA Championship (1 vez)
  - National Heavyweight Championship (4 veces)
  - AAU Wrestling Championship (3 veces)
  - Boxing Championship (5 veces)
  - NAC Boxing Championship (2 veces)
  - JUCO National Champioship (2 veces)
  - Big East Championship (2 veces)
  - Division 1 Championship (4 veces)
  - Division 2 Championship (2 veces)
  - Division 3 Championship (2 veces)
  - Collegian Championship (5 veces)

### Lucha libre profesional
- Pro Wrestling ZERO-ONE / Pro Wrestling ZERO1
  - ZERO-ONE United States Heavyweight Championship (2 veces)

- Ultimate Pro Wrestling
  - UPW Heavyweight Championship (1 vez)

- Hardcore Wrestling Association
  - HWA World Championship (1 vez)

- Pro Wrestling Illustrated
  - Situado en el N°216 en los PWI 500 de 2002[8]
  - Situado en el N°150 en los PWI 500 de 2003[9]

## Récords

### Artes marciales mixtas
| Resultado | Récord | Oponente          | Método                | Evento                            | Fecha                   | Ronda | Tiempo | Localización        |
| --------- | ------ | ----------------- | --------------------- | --------------------------------- | ----------------------- | ----- | ------ | ------------------- |
| Victoria  | 3-1    | Mu Bae Choi       | Decisión (unánime)    | K-1 HERO's - HERO's 2005 in Seoul | 5 de noviembre de 2005  | 2     | 5:00   | Seúl, Corea del Sur |
| Victoria  | 2-1    | Kristof Midoux    | Sumisión (neck crank) | K-1 - Premium 2004 Dynamite!!     | 31 de diciembre de 2004 | 1     | 1:11   | Osaka, Japón        |
| Derrota   | 1-1    | Gary Goodridge    | TKO (puñetazos)       | K-1 MMA - Romanex                 | 22 de mayo de 2004      | 1     | 1:22   | Saitama, Japón      |
| Victoria  | 1-0    | Mauricio Da Silva | TKO (puñetazos)       | K-1 - Premium 2003 Dynamite!!     | 31 de diciembre de 2003 | 1     | 0:13   | Nagoya, Japón       |

### Kickboxing
| Resultado | Récord | Oponente      | Método              | Evento                                 | Fecha                   | Ronda | Tiempo | Localización              |
| --------- | ------ | ------------- | ------------------- | -------------------------------------- | ----------------------- | ----- | ------ | ------------------------- |
| Derrota   | 0-2    | Choi Hong-Man | Decisión (unánime)  | K-1 World Grand Prix 2006 in Las Vegas | 29 de abril de 2006     | 3     | 3:00   | Las Vegas, Estados Unidos |
| Derrota   | 0-1    | Remy Bonjasky | Decisión (dividida) | K-1 Dynamite 2005                      | 31 de diciembre de 2005 | 3     | 3:00   | Saitama, Japón            |